# Homogyna
Homogyna là một chi bướm đêm thuộc họ Sesiidae.

## Các loài
- Homogyna alluaudi  Le Cerf, 1911
- Homogyna ignivittata  Hampson, 1919
- Homogyna pythes (Druce, 1899)
- Homogyna sanguicosta  Hampson, 1919
- Homogyna sanguipennis (Meyrick, 1926)
- Homogyna xanthophora (Hampson, 1910)
- Homogyna pygmaea (Rebel, 1899)
- Homogyna endopyra (Hampson, 1910)
- Homogyna spadicicorpus  Prout, 1919